# Octobre 1835

## Événements
- Le philosophe John Stuart Mill publie une longue recension de De la démocratie en Amérique de Tocqueville dans la London Review. C'est le début d'une amitié durable.
- Arthur de Gobineau s'installe à Paris où il arrive avec cinquante francs dans sa poche. Il rêve de faire carrière dans la littérature, ce qui lui permettrait d'épouser la jeune Amélie Laigneau, amie de Lorient, mariage auquel s'oppose la famille Laigneau.

- 2 octobre : bataille de Gonzales. La révolution du Texas des colons américains contre le pouvoir mexicain commence.

- 12 octobre, France : Victor Hugo et sa famille regagnent Paris.

- 13 octobre, France : Juliette Drouet rentre à Paris.

- 17 octobre, France : mort de l'académicien Lainé.

- 24 octobre, France : Victor Hugo fait acte de candidature à l'Académie française, au fauteuil de Lainé.

- 26 octobre, France : Alexis de Tocqueville épouse Marie Mottley, rencontrée en 1828, en l'église Saint-Thomas-d'Aquin. Louis de Kergorlay, Beaumont et la famille de Tocqueville désapprouvent ce mariage.

- 27 octobre, France : Renduel publie Les Chants du crépuscule de Hugo.

## Naissances
- 9 octobre : Camille Saint-Saëns, compositeur français († 16 décembre 1921).
- 10 octobre : François Binjé, peintre belge († 10 mai 1900).
- 13 octobre : Alphonse Milne-Edwards (mort en 1900), zoologiste français.
- 31 octobre : Adolf von Baeyer (mort en 1917), chimiste allemand.

## Décès
- 27 octobre : Charles Letombe, architecte français (° 6 juillet 1782).